# Список командующих германскими армиями в Первой мировой войне
В этом списке в алфавитном порядке представлены военачальники германской армии, которые в период Первой мировой войны (1914—1918 годов) командовали армиями.
В мирное время организационная структура германских вооружённых сил базировалась вокруг «Армейского инспекторства» (нем. «Armee-Inspektion»), армейского корпуса (нем. Armeekorps), дивизии и полка. В военное время, штат Армейского инспекторства сформировал полевые армейские командования, которые управляли корпусами и подчинёнными единицами. После начала войны из армейских инспекторств были сформированы восемь армий, а главы инспекторств стали командующими армиями.
Из сорока военачальников, командовавших немецкими армиями в Первой мировой войне на момент начала боевых действий: 15 командовали корпусами, 7 являлись генерал-инспекторами армейских инспекций, 5 находились в отставке, 4 командовали пехотными дивизиями, 2 занимали пост военного министра германских государств (Пруссия и Саксония), 2 занимали пост губернатора, 1 занимал «адъютантскую» должность, 1 занимал штабную должность, 1 находился на преподавательской работе в Военной академии, 1 находился в резерве, 1 был болен и находился на излечении.
На момент окончания боевых действий (11 ноября 1918 года) из сорока командующих немецкими армиями: 12 командовали армиями, 6 командовали группой армий, 6 находились в резерве, 5 являлись командующими оккупационными войсками на занятых германской армией территориях, 3 командовали иными армейскими соединениями, 1 занимал пост начальника Генерального штаба, 1 работал в военном министерстве Баварии, 1 командовал корпусом, 1 занимал пост губернатора, 1 занимал «адъютантскую» должность, 1 умер в отставке, 1 покончил жизнь самоубийством, 1 погиб в результате теракта.
В ходе войны на пост командующего армией назначались разные военачальники. Умершие и погибшие в ходе войны военачальники выделены  серым цветом .

## Командующие армиями
|    | Полное имя                    | Годы жизни | Должность и звание накануне войны                                | Армии (сроки командования армией) | Сражения и операции, в которых участвовал военачальник | Должность в конце войны (для погибших обстоятельства смерти)                                                |
| -- | ----------------------------- | ---------- | ---------------------------------------------------------------- | --- | --- | --- |
| 1  | Альбрехт Вюртембергский       | 1865—1939  | Генерал-инспектор 6-й армейской инспекции генерал-полковник      | 4-я армия (2 августа 1914 — 25 февраля 1917) | Пограничное сражение, Арденнская операция, Битва на Марне, Фландрское сражение, Битва при Ла Бассее, Битва на Изере, Вторая битва при Ипре | Командующий группы армий герцога Альбрехта                                                                  |
| 2  | Арним, Фридрих Сикст фон      | 1851—1936  | Командующий 4-м армейским корпусом генерал пехоты                | 4-я армия (с 25 февраля 1917 — конец войны) | Мессинская операция, Битва при Пашендейле, Битва на Лисе, Пятая битва при Ипре | Командующий 4-й армией                                                                                      |
| 3  | Белов, Отто фон               | 1858—1944  | Командующий 1-м резервным корпусом генерал пехоты                | 8-я армия (7 ноября 1914 — 3 октября 1916), 6-я армия (23 апреля 1917 — 9 сентября 1917), 14-я армия (9 сентября 1917 — 1 февраля 1918), 17-я армия (1 февраля 1918 — 12 октября 1918), 1-я армия (12 октября 1918 — 8 ноября 1918) | Мазурское сражение, Риго-Шавельская операция, Битва Нивеля, Битва за высоту 70, Битва при Капоретто, Весенее наступление, Операция «Михаэль», Стодневное наступление, Битва на Северном канале | Главнокомандующий войсками на Западной границе                                                              |
| 4  | Белов, Фриц фон               | 1853—1918  | Командующий 21-м армейским корпусом генерал пехоты               | 2-я армия (4 апреля 1915 — 19 июля 1916), 1-я армия (19 июля 1916 — 18 июня 1918), 9-я армия (18 июня 1918 — 6 августа 1918) | Битва на Сомме, Битва при Альбере, Битва Нивеля | В августе 1918 года зачислен в резерв, а 11 ноября вышел в отставку                                         |
| 5  | Ботмер, Феликс фон            | 1852—1937  | Генерал-капитан баварской Лейб-гвардии. генерал-полковник        | Южная армия (8 июля 1915 — 4 февраля 1918), 19-я армия (4 февраля 1918 — 8 ноября 1918) | Горлицкий прорыв, Летнее наступление, Брусиловский прорыв, Июньское наступление | Советник в военном министерстве Баварии                                                                     |
| 6  | Боэн, Макс фон                | 1850—1921  | Командир 9-го резервного корпуса генерал пехоты                  | 7-я армия (11 марта 1917 — 6 августа 1918) и (31 октября 1918 — конец войны) | Битва Нивеля, Вторая битва на Марне | Командующий 7-й армией                                                                                      |
| 7  | Бюлов, Карл фон               | 1846—1921  | Генерал-инспектор 3-й армейской инспекции генерал-полковник      | 2-я армия (2 августа 1914 — 4 апреля 1915) | Пограничное сражение, Битва при Шарлеруа, Осада Мобёжа, Битва при Ле-Като, Битва при Сен-Кантене, Битва на Марне, Битва на Эне | В апреле 1915 года был переведен в резерв, а после окончания войны вышел в отставку                         |
| 8  | Вильгельм, кронпринц Прусский | 1882—1951  | Служил в генеральном штабе германской армии                      | 5-я армия (2 августа 1914 — 30 ноября 1916) | Пограничное сражение, Арденнская операция, Битва на Марне, Третья битва при Артуа, Битва при Вердене | Командующий группой армий «Кронпринц Вильгельм»                                                             |
| 9  | Винклер, Арнольд фон          | 1856—1945  | Командир 2-й гвардейской пехотной дивизии генерал-лейтенант      | 11-я армия (24 марта 1916 — 5 июня 1917) | Салоникская кампания, Монастирская операция, Битва на Черне | Командующий 25-м резервным корпусом                                                                         |
| 10 | Гальвиц, Макс фон             | 1852—1937  | Командующий Гвардейским резервным корпусом генерал от артиллерии | 12-я армия (9 февраля 1915 — 22 сентября 1915), 11-я армия (23 сентября 1915 — 24 марта 1916), 2-я армия (19 июля 1916 — 17 декабря 1916), 5-я армия (17 декабря 1916 — 27 сентября 1918)                                           | Праснышская операция, Наревская операция, Осада Новогеоргиевска, Сербская кампания, Австро-германское наступление в Сербии, Битва при Вердене, Битва на Сомме, Битва при Пашендейле, Сен-Миельская операция, Мёз-Аргоннское наступление                                                                                | Командующий группой армий «Гальвиц»                                                                         |
| 11 | Гинденбург, Пауль фон         | 1847—1934  | В отставке генерал-полковник                                     | 8-я армия (22 августа 1914 — 18 сентября 1914), 9-я армия (18 сентября 1914 — 2 ноября 1914) | Восточно-Прусская операция, Битва при Танненберге, Мазурское сражение, Лодзинская операция | Начальник генерального штаба Германии                                                                       |
| 12 | Гутьер, Оскар фон             | 1857—1934  | Командующий 1-й гвардейской пехотной дивизией генерал пехоты     | 8-я армия (22 апреля 1917 — 12 декабря 1917), 18-я армия (27 декабря — конец войны) | Рижская операция, Моонзундская операция, Операция «Михаэль», Третья битва на Эне, Стодневное наступление | Командующий 18-й армией                                                                                     |
| 13 | Карловиц, Адольф фон          | 1859—1922  | Военный министр Саксонии генерал пехоты                          | 9-я армия (6 августа 1918 — 22 сентября 1918), 2-я армия (22 сентября 1918 — конец войны) | | Командир 2-й армии                                                                                          |
| 14 | Катен, Хуго фон               | 1855—1932  | Военный губернатор Майнца генерал пехоты                         | 8-я армия (31 июля 1918 — конец войны) | | Командующий 8-й армией                                                                                      |
| 15 | Кирхбах, Гюнтер фон           | 1850—1925  | Командующий 10-м резервным корпусом генерал пехоты               | 8-я армия (12 декабря 1917 — 31 июля 1918) | Интервенция в России | Командующий группой армий «Киев»                                                                            |
| 16 | Клюк, Александр фон           | 1846—1934  | Генерал-инспектор 8-й армейской инспекции генерал-полковник      | 1-я армия (2 августа 1914 — 28 марта 1915) | Пограничное сражение, Битва при Монсе, Осада Мобёжа, Битва при Ле-Като, Битва на Марне, Битва на Эне | В марте 1915 года был ранен, после чего переведен в резерв                                                  |
| 17 | Кош, Роберт фон               | 1856—1942  | Командир 10-й пехотной дивизии генерал пехоты                    | Дунайская армия (28 августа 1916 — 5 января 1917), 9-я армия (1 мая 1917 — 10 июня 1917) | Румынская кампания, Флэмындская операция, Интервенция в России | Командующий немецкими войсками в Крыму                                                                      |
| 18 | Кваст, Фердинанд фон          | 1850—1928  | Командир 9-го армейского корпуса генерал пехоты                  | 6-я армия (9 сентября 1917 — конец войны) | Битва на Лисе | Командующий 6-й армией                                                                                      |
| 19 | Леопольд Баварский            | 1846—1930  | В отставке генерал-фельдмаршал                                   | 9-я армия (17 апреля 1915 — 6 сентября 1916) | Летнее наступление, Барановичская операция | Главнокомандующий германской армии на Востоке                                                               |
| 20 | Линзинген, Александр фон      | 1850—1935  | Командир 2-го армейского корпуса генерал пехоты                  | Южная армия (11 января 1915 — 8 июля 1915), Бугская армия (8 июля 1915 — 31 марта 1918) | Карпатская операция, Летнее наступление, Брусиловский прорыв, Ковельская операция, Июньское наступление, Интервенция в России | Военный губернатор Берлина                                                                                  |
| 21 | Лохов, Эвальд фон             | 1855—1942  | Командир 3-го армейского корпуса генерал пехоты                  | 5-я армия (30 ноября 1916 — 17 декабря 1916) | Битва при Вердене | В декабре 1916 года зачислен в резерв, после окончания войны вышел в отставку                               |
| 22 | Макензен, Август фон          | 1849—1945  | Командир 17-го армейского корпуса генерал-полковник              | 9-я армия (2 ноября 1914 — 17 апреля 1915), 11-я армия (17 апреля 1915 — 23 сентября 1915) | Варшавско-Ивангородская операция, Лодзинская операция, Битва на Бзуре, Битва при Болимове, Горлицкий прорыв, Летнее наступление, Бугское наступление, Сербская кампания, Австро-германское наступление в Сербии, Румынская кампания, Кобадинская операция, Флэмындская операция, Взятие Бухареста, Битва при Мэрэшешти | Командующий немецкими войсками в Румынии                                                                    |
| 23 | Марвиц, Георг дер фон         | 1856—1929  | Генерал-инспектор кавалерии генерал от кавалерии                 | 2-я армия (17 декабря 1916 — 22 сентября 1918), 5-я армия (27 сентября 1918 — конец войны) | Битва при Аррасе, Битва при Камбре, Операция «Михаэль», Амьенская операция, Битва при Эпеи, Битва на Северном канале, Мёз-Аргоннское наступление | Командующий 5-й армией                                                                                      |
| 24 | Мудра, Бруно фон              | 1851—1931  | Командир 16-го армейского корпуса генерал пехоты                 | 8-я армия (22 октября 1916 — 2 января 1917), 1-я армия (18 июня 1918 — 12 октября 1918), 17-я армия (12 октября 1918 — конец войны                                                                                                  | Вторая битва на Марне, Стодневное наступление | Командующий 17-й армией                                                                                     |
| 25 | Притвиц, Максимилиан фон      | 1848—1917  | Генерал-инспектор 1-й армейской инспекции генерал-полковник      | 8-я армия (2 августа 1914 — 22 августа 1914) | Восточно-Прусская операция, Битва при Сталлупенене, Битва при Гумбиннене | В августе 1914 года отправлен в отставку. Умер в Берлине в 1917 году                                        |
| 26 | Рупрехт Баварский             | 1869—1955  | Генерал-инспектор 4-й армейской инспекции генерал-полковник      | 6-я армия (2 августа 1914 — 28 августа 1916) | Пограничное сражение, Лотарингская операция, Битва при Альбере, Битва при Аррасе, Битва при Ла Бассее, Мессинская операция, Первая битва при Артуа, Вторая битва при Артуа, Битва при Нев-Шапель, Третья битва при Артуа                                                                                               | Командующий группой армий Рупрехта Баварского                                                               |
| 27 | Фабек, Макс фон               | 1854—1916  | Командующий 13-м армейским корпусом генерал пехоты               | 11-я армия (9 марта 1915 — 28 марта 1915), 1-я армия (16 апреля 1915 — 17 сентября 1915), 12-я армия (22 сентября 1915 — 3 октября 1916), 8-я армия (3 октября 1916 — 22 октября 1916)                                              | Нарочская операция, Барановичская операция | Покончил жизнь самоубийством                                                                                |
| 28 | Фалькенхайн, Эрих фон         | 1861—1922  | Военный министр Пруссии генерал пехоты                           | 9-я армия (6 сентября 1916 — 1 мая 1917), 10-я армия (4 марта 1918 — конец войны) | Операция в Трансильвании, Румынская кампания, Битва при Мэрэшти, Интервенция в России | Командующий немецкими войсками в Белоруссии                                                                 |
| 29 | Фалькенхаузен, Людвиг фон     | 1844—1936  | В отставке генерал-полковник                                     | 6-я армия (28 августа 1916 — 23 апреля 1917) | Битва при Аррасе, Битва при Вими | Генерал-губернатор оккупированной Бельгии                                                                   |
| 30 | Фасбендер, Карл фон           | 1852—1933  | В отставке генерал пехоты                                        | 19-я армия (8 ноября 1918 — конец войны) | | Командующий 19-й армией                                                                                     |
| 31 | Франсуа, Герман фон           | 1855—1939  | Командующий 1-м армейским корпусом генерал пехоты                | 8-я армия (8 октября 1914 — 7 ноября 1914) | | В июле 1918 года зачислен в резерв, после войны вышел в отставку                                            |
| 32 | Хаузен, Макс фон              | 1846—1922  | Генерал-адъютант короля Саксонии генерал-полковник               | 3-я армия (2 августа 1914 — 12 сентября 1914) | Пограничное сражение, Битва при Шарлеруа, Битва на Марне | В отставке                                                                                                  |
| 33 | Хееринген, Йозиас фон         | 1850—1926  | Генерал-инспектор 2-й армейской инспекции генерал-полковник      | 7-я армия (2 августа 1914 — 28 августа 1916) | Пограничное сражение, Битва при Мюльхаузене, Лотарингская операция,Битва на Марне | В отставке                                                                                                  |
| 34 | Шольц, Фридрих фон            | 1851—1927  | Командующий 20-м армейским корпусом генерал от артиллерии        | 8-я армия (26 мая 1915 — 29 сентября 1915) и (2 января 1917 — 22 апреля 1917) | Наревская операция, Летнее наступление, Осада Осовца, Митавская операция | Закончил войну на территории Румынии, где по приказу германского командования пытался организовать оборону. |
| 35 | Штойбен, Куно фон             | 1855—1935  | Начальник Военной академии генерал пехоты                        | 11-я армия (5 июня 1917 — конец войны) | Салоникская кампания, Битва при Добро Поле | Командующий 11-й армией                                                                                     |
| 36 | Шуберт, Рихард фон            | 1850—1933  | В резерве генерал от артиллерии                                  | 8-я армия (18 сентября 1914 — 8 октября 1914), 7-я армия (28 августа 1916 — 11 марта 1917) | Августовская операция | В марте 1917 года переведен в резерв, после войны вышел в отставку                                          |
| 37 | Эбен, Йоханнес фон            | 1855—1924  | Командир 30-й пехотной дивизии генерал пехоты                    | 9-я армия (10 июня 1917 — 18 июня 1918) | Румынская кампания | Командующий армейского управления «А»                                                                       |
| 38 | Эбергард, Магнус фон          | 1855—1939  | Губернатор Страсбурга генерал пехоты                             | 7-я армия (6 августа 1918 — 31 октября 1918), 1-я армия (8 ноября 1918 — конец войны) | | Командующий 1-й армией                                                                                      |
| 39 | Эйнем, Карл фон               | 1853—1934  | Командир 7-го армейского корпуса генерал от кавалерии            | 3-я армия (12 сентября 1914 — конец войны) | Вторая битва при Артуа, Третья битва при Артуа, Битва Нивеля, Весеннее наступление, Вторая битва на Марне, Стодневное наступление | Командующий 3-й армией                                                                                      |
| 40 | Эйхгорн, Герман фон           | 1848—1918  | В отставке генерал-полковник                                     | 10-я армия (26 января 1915 — 4 марта 1918) | Августовская операция, Мазурское сражение, Летнее наступление, Виленская операция, Осада Ковно, Нарочская операция, Интервенция в России | Убит 30 июля 1918 года                                                                                      |